# فارسی شکسته
فارسی شکسته به نوعی از نوشتارِ زبان فارسی گفته می‌شود که در آن با استفاده از صورت‌های شکسته، تلفظ گفتاریِ کلمات نمایش داده می‌شود. 

## اصطلاح
اصطلاحات «فارسی شکسته» و «شکسته‌نویسی» ابتدا در آثار مجتبی مینوی، پرویز ناتل خانلری و ابوالحسن نجفی به کار رفته‌است.
شکسته‌نویسی با «گفتاری‌نویسی» یا «محاوره‌گرایی» متفاوت است. «گفتاری‌نویسی» به‌معنای استفاده از تمام ویژگی‌های صرفی و نحوی و واژگانی و تلفظی گفتار در متن است، حال‌آنکه «شکسته‌نویسی» یعنی فقط انعکاسِ ویژگی‌های تلفظ گفتاری در نثر. به تعبیر دیگر «شکسته‌نویسی» یکی از انواع «گفتاری‌نویسی» است. مثلاً نثر محمدعلی جمال‌زاده در برخی داستان‌هایش نوعی گفتاری‌نویسی محسوب می‌شود، اما شکسته‌نویسی نیست.
همچنین کاربرد کلمهٔ «شکسته» در «فارسی شکسته» با «انگلیسی شکسته» متفاوت است.